# Moravia dulce
Moravia dulce o crujidera es una variedad de uva tinta española. Otros nombres con los que se la conoce son: brujidera, moravia y trujidera.

## Características
Se trata de una variedad de vid muy productiva. Tiene racimos de tamaño grande y compacto. Las bayas tienen color negro-azulado. Se utiliza para mezclas con otras variedades, como la garnacha. Produce vinos con tonos violáceos.
Según la Real Decreto 461/2011, de 1 de abril, por el que se modifica el anexo V, clasificación de las variedades de vid, del Real Decreto 1244/2008, de 4 de agosto, que regula el potencial de producción vitícola, la moravia dulce o crujidera se considera variedad autorizada para la comunidad autónoma de Castilla-La Mancha y la Región de Murcia. Se la llama "moravia dulce" para distinguirla de la moravia agria, también autóctona de las provincias de Albacete y Cuenca. La crujidera se cultiva también en la Valencia castellana en los términos municipales de Requena, Utiel y Camporrobles, aunque está en retroceso. Como rasgo característico cabe mencionar su resistencia a la filoxera, que le permite sobrevivir incluso sobre pie directo, aunque suele aparecer injertada. Según Félix Cabello del IMIDRA (com. pers., 2012) dicha resistencia no se debe a que se trate de un híbrido productor directo, algo que el aspecto de la planta induce a pensar, sino que es un rasgo genético propio de este linaje de Vitis vinifera subsp. vinifera. 